# Зволинский, Вячеслав Петрович
Вячеслав Петрович Зволи́нский (25 июля 1947 — 29 декабря 2020) — советский и российский хозяйственный деятель, специалист в области сельского хозяйства, организатор производства, политик, депутат Государственной думы Астраханской области с 2006 года, депутат Государственной думы второго созыва (1995—1999). Автор более 150 научных статей и работ, посвящённых проблемам земледелия, почвоведения, растениеводства, экономики, агроэкологии Нижней Волги, в том числе 15 монографий, заместитель председателя Прикаспийского научного совета РАСХН.

## Биография
Родился 25 июля 1947 года в станице Кавказская Краснодарского края в семье сельского служащего[неизвестный термин].
Окончил Волгоградский сельскохозяйственный институт по специальности «учёный агроном» в 1970 году и по специальности «экономист-организатор» (заочно) в 1973 году, аспирантуру УДН имени П. Лумумбы в 1985 году, доктор сельскохозяйственных наук, профессор, академик РАСХН (2007), действительный член Российской академии наук (2013).
Трудовую деятельность начал в возрасте 15 лет, был рабочим, трактористом, комбайнёром в совхозе «Цимлянский» (Волгоградская область). Работал главным экономистом, главным агрономом и директором Опытно-производственного хозяйства «Ленинское», директором Прикаспийского НИИ аридного земледелия, генеральным директором организации научного обеспечения опытно-производственного хозяйства (ОНО ОПХ) «Нижняя Волга» РАСХН (с. Соленое Займище Черноярского района Астраханской области).
Действительный член Международной академии информатизации, Международной академии экологии и природопользования, Экологической академии России и Академии высоких технологий. Женат, имел троих сыновей и двух дочек.

### Политическая деятельность
Избирался депутатом Астраханского областного Совета народных депутатов (1990—1993).
В декабре 1993 года был избран в Совет Федерации по Астраханскому избирательному округу No 30, был председателем Комитета по аграрной политике.
В декабре 1995 года был избран в Государственную Думу второго созыва от Астраханского избирательного округа No 61 (Астраханская область), до февраля 1997 года входил в состав депутатской группы «Народовластие», был заместителем председателя Комитета ГД по природным ресурсам и природопользованию, председателем подкомитета по земельным ресурсам, региональным аспектам природопользования и экологии, с февраля 1997 года — член того же комитета.
В 1996 году баллотировался на должность губернатора Астраханской области, на выборах 8 декабря 1996 года набрал 39,8 % голосов избирателей и занял второе место, уступив действующему губернатору Анатолию Гужвину (52,45 %).
Избирался членом ЦК КПРФ (1995—1997), в марте 1997 года был выведен из состава ЦК и исключен из КПРФ за участие в создании в Государственной Думе группы «Российский промышленный союз».

### Награды
- Медаль имени А. Нобеля
- Медаль имени Н. И. Вавилова
- Орден «Звезда Мецената»
- Орден «Польза, Честь и Слава»

## Основное научное направление
Является крупным ученым и практиком по проблемам рационального природопользования, политологии и научного обеспечения развития аридных территорий Российской Федерации. Также, его работы посвящены вопросам развития земледелия и повышения плодородия почв в условиях увеличивающейся аридизации климата и антропогенной нагрузки на экосистемы, рассмотрению приемов и способов рационального использования природных ресурсов в сельском хозяйстве, проблемам производства кормов в аридных регионах России, а также вопросам включения природных ресурсов в состав национального богатства России, проведения стоимостной оценки земельных, природных, интеллектуальных и других ресурсов нашей страны.

## Научные публикации
В. П. Зволинским опубликовано свыше 650 научных работ (статей, монографий, сборников), некоторые из них:
- Агроэкологические основы развития земледелия Нижней Волги. Монография: Рациональное природопользование на Северном Прикаспии. — Астрахань, 1993.
- Почва и человек. Монография. — М.: РУДН, 1995.
- Почвы оазисов Южной Аравии. Монография,М.: РУДН, 1996.
- Агрогенез светлых сероземов Голодной степи Монография, М.: РУДН, 1997.
- Земельные и агроклиматические ресурсы аридных территорий России. Монография. М.: Изд-во ПАИМС, 1998.
- Природные ресурсы в системе государственных финансов России. Монография. Издание Государственной Думы. — М., 2000.
- Мелиорация и использование орошаемых земель в Астраханской области. Монография, Изд-во «Факел», 2002.
- Устойчивое развитие земледелия Нижней Волги. Монография, М.: Изд-во «Современные тетради», 2002.
- Экологические системы Северного Прикаспия в условиях загрязнения. Монография, М.: изд-во «Оргсервис-2000», 2006.
- Средообразующая роль полукустарников в аридной зоне Прикаспия. Монография, М.: Изд-во «Техника», 2006.
- Комплексная оценка влияния антропогенных загрязнителей на состояние экологических систем. Монография, М.: изд-во «Российская академия сельскохозяйственных наук», 2008.
- Аграрное производство в аридных условиях Астраханской области Монография. — М.: Издательство «Вестник Российской академии сельскохозяйственных наук», 2009
- Агроресурсная кооперация — новый тип аграрных отношенийЖ.: Вестник РАСХН. № 3, 2009.
- Экономическая эффективность внедрения инновационных агротехнологий на Нижней Волге Монография — М.: Изд-во «Вестник РАСХН», 2010
- Экологический мониторинг и охрана природных агроландшафтов Северного Прикаспия Монография. — М.: Издательство «Вестник РАСХН», 2010.